# Chiyoda (Schiff, 1938)
Die Chiyoda (japanisch 千代田) war ein Leichter Flugzeugträger der Chitose-Klasse der Kaiserlich Japanischen Marine, der ursprünglich als Seeflugzeugträger gebaut wurde.

## Geschichte

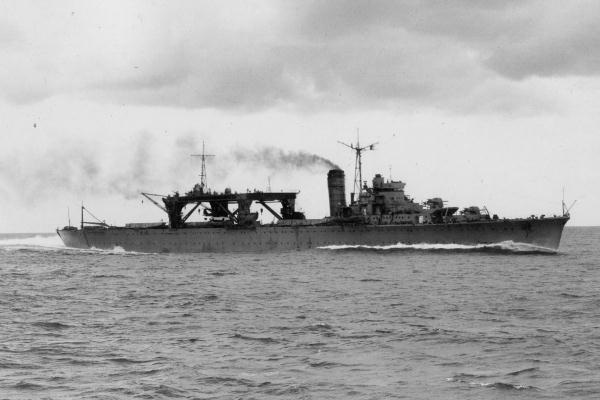
Chiyoda 1938 als Seeflugzeugträger

Die Chiyoda wurde ursprünglich als Seeflugzeugträger zur Unterstützung von Seeaufklärungsflugzeugen gebaut. Nach ihrer Fertigstellung im Dezember 1938 wurde sie zunächst in chinesischen Gewässern eingesetzt. 1940 erfolgte ein Umbau, der die Mitführung von zwölf Kleinst-U-Booten des Typs A erlaubte. Dadurch sank die Anzahl der einsetzbaren Seeflugzeuge von 24 auf zwölf. Bei einem weiteren Umbau 1941 erhielt das Schiff ein Welldeck für die Kleinst-U-Boote.
Bei der Schlacht um Midway war die Chiyoda zusammen mit der Nisshin und der Hōshō Teil der Hauptflotte unter Admiral Yamamoto und blieb in Reserve. Das Schiff sollte für die Einnahme Midways auf dem westnordwestlich gelegenen Kure-Atoll stationiert werden. Im Anschluss an die verlorene Schlacht wurde die Chiyoda nach Kiska Island beordert, wo sie Kleinst-U-Boote absetzte. Im Oktober 1942 wurden weitere Kleinst-U-Boote auf die Shortland-Inseln gebracht.
Als den Japanern während des Pazifikkriegs die Bedeutung trägergestützter Flugzeuge bewusst wurde, baute man die Chiyoda wie ihr Schwesterschiff Chitose zwischen Januar und Dezember 1943 zu einem Leichten Flugzeugträger um. Anschließend wurde sie auf dem Truk-Atoll stationiert, von wo sie aber schon wenig später abgezogen werden musste. Im Juni 1944 nahm sie an der Schlacht in der Philippinensee teil, wo sie einen Bombentreffer erhielt.
Sie wurde am 25. Oktober 1944 in der See- und Luftschlacht im Golf von Leyte als Teil der „Köderflotte“ unter Admiral Ozawa vor Kap Engaño versenkt. Nachdem sie von vier Bomben getroffen und bewegungsunfähig geworden war, wurde sie durch Geschützfeuer der TG 38.3 versenkt. Vermutlich gab es keine Überlebenden. Sie gilt somit als das größte Schiff des Zweiten Weltkriegs, das mit der gesamten Besatzung sank.

## Kommandanten
| Name                                                | Dienstantritt            |
| Als Flugzeugmutterschiff                            | Als Flugzeugmutterschiff |
| --------------------------------------------------- | ------------------------ |
| Oberster Ausrüstungsoffizier (艤装員長, gisō inchō) |                          |
| Kpt. Mizui Seiji (水井 静治)                        | 20. November 1937        |
| Kommandant (艦長, kanchō)                           |                          |
| Kpt. Mizui Seiji (水井 静治)                        | 10. September 1938       |
| Kpt. Kaku Tomeo (加来 止男)                         | 15. Dezember 1938        |
| Kpt. Yokoi Tadao (横井 忠雄)                        | 15. November 1939        |
| Kpt. Harada Kaku (原田 覚)                          | 20. August 1940          |
| Als Leichter Flugzeugträger                         |                          |
| Kpt. Beppu Akitomo (別府 明朋)                      | 9. Januar 1943           |
| Kpt. Jō Eiichirō (城 英一郎)                        | 15. Februar 1944         |

1. ↑  Am 1. November 1942 zum Konteradmiral befördert.